# Cofam wypowiedziane słowa
Cofam wypowiedziane słowa (ros. Беру свои слова обратно) – książka autorstwa Wiktora Suworowa z 2005 roku. Utwór jest kontynuacją książki Żukow: Cień zwycięstwa z 2002 roku.

## Treść
W książce tej autor kontynuuje rozważania o Gieorgiju Żukowie. Bynajmniej nie wycofuje się ze swoich twierdzeń z poprzedniego tomu, jak sugeruje tytuł. Autor analizuje pamiętniki Żukowa opublikowane pod tytułem Wspomnienia i refleksje i konfrontuje je z innymi źródłami. Ze wspomnień marszałka wyłania się obraz idealny: genialnego taktyka, współtwórcy zwycięstwa nad III Rzeszą, dobrego dla żołnierzy oficera, mężczyzny, któremu nieobcy jest sentymentalizm. Jednak po konfrontacji z innymi relacjami - ukazuje się obraz całkiem przeciwny...